# Tributo indígena
El Tributo indígena fue un Impuesto que debían contribuir los Indígenas en los territorios de ultramar del Imperio español (los Reinos de Indias) de manera anual (junio-diciembre). Su propósito era una contribución económica de las comunidades indígenas al Gobierno Español, el cual tenía que invertirlo para el mantenimiento de los Servicio públicos y la Infraestructura urbana de la República de indios (pues estaba basado en el Pacto de Vasallaje que hicieron los indios a cambio de protección y servicio por parte de la Monarquía Española). También era necesario para el reconocimiento de sus derechos de propiedad de los indios en sus tierras comunitarias.

"porque es cosa justa que los indios que se pacificaren y redujeren a nuestra obediencia y vasallaje, nos sirvan y den tributo en reconocimiento del Señorío y Servicio, y como nuestros subditos y vasallos deben"
Recopilación de leyes de los Reinos de Indias. Libro VI, cap. V., Ley 1.

## Características
Era una Contribución que debían realizar los vasallos de la República de indios con su Señor (el Rey de España). Sería tanto una renta económica con Dinero (u otro medio de intercambio) que iba al Estado, como también un reconocimiento jurídico de las obligaciones del Señor (el Rey de España) con sus vasallos en brindarles protección militar y satisfacer sus necesidades básicas. En algunas regiones su Tasación monetaria podía rebajarse, o incluso no pagarse con dinero, a cambio de hacer una contribución con Fuerza de trabajo (pago en especies) por medio de las mitas, obrajes, servicios para la iglesia, etc (pagándose entonces con producir Ropa, Alimentos, extraer metales en las Minas, entre otras actividades).

«Se estableció la contribución de este derecho como una justa señal y manifestación del vasallaje debido por estos naturales al soberano y conforme a lo que previenen las leyes 5, 6, 21, 22, 23, 64 Título 5, Libro 6 de las Recopiladas y en la 9, 10 y 17 Título 9, Libro B»

Los tributarios eran indígenas masculinos de entre 18 y 50 años, que además poseyeran buena salud (las mujeres no tenían obligación de tributar por ley, aunque las viudas se ofrecían, a nombre de su esposo fallecido, con tal de mantener sus bienes y propiedades del marido). Los próximos eran los adolescentes y menores de edad, sin contar a los niños. Los reservados eran los indios no tributarios por razones de servicio a la comunidad o por incapacidad física, entre los que se encontraban: la Nobleza indígena (solo si eran Señores o Caciques), los Cabildo de indios y otros indios que trabajaran en labores administrativas del Virreinato; los Indios auxiliares e integrantes del Ejército realista que estuvieran rangos muy altos; los indios en el Clero o que prestaran algún servicio a la Iglesia; los Capitanes de mita; y los indios que tuvieran mala salud por enfermedades graves o que ya sean mayores de edad.
Por otra parte, en cuanto a su capacidad económica y laboral, se hizo otra clasificación: Los que más pagaban serían los Originarios con tierra (es decir, indios con Propiedad privada de sus tierras), seguido por los Forasteros sin tierra (indios que vivían arrendando y/o trabajando libremente en tierras comunales de algún Señorío) que pagaban la mitad de los anteriores, les seguían los Yanaconas (indios siervos sin Medios de producción que eran empleados de los Hacendados) que pagaban casi igual que los interiores, y por último los Urus (indios en estado de Pobreza sin propiedades, o comunidades con tierras sin Desarrollo sostenible) que pagaban la menor cantidad con tasas que llegaban a tan solo 2 pesos o menos.
El monto de los indios tributarios se fijaba en función de la riqueza y la productividad de la región donde viviesen, como también en función del tipo de tributarios. Por ende, no tenían valores uniformes, si no que existía tasas con base en la variedad de las regiones e individuos. Se hacían cálculos premeditados sobre cuanto tenían que pagar las comunidades según su número de tributarios. Sin embargo, se presentaron abusos a la hora del cobro de tributos a nivel comunitario cuando no se informaba a tiempo de la reducción de tributarios por muertes, enfermedades o migraciones (obligando que viudas o ancianos tengan que tributar). Frente a ello, los Virreinatos enviaban visitadores, que hacían revisitas periódicas (aproximadamente cada 5 años) para actualizar los cálculos y evitar dichos abusos, entregando informes a los Virreyes rindiendo cuenta de los abusos para proponer reformas contra la Corrupción política y hacer cumplir las disposiciones que protegían a los indios.

«Aseguro a Vuestra Excelencia que he procedido en esta Revisita con la prolija atención y cuidado correspondientes al asunto de tanta gravedad procurando por todos medios el aumento del Real Haber, sin que para el efecto de su logro se les haya conferido a los indios el más leve perjuicio, pues como denota la actuación, he dispensado con manifiesta equidad las faltas en que han incurrido algunos caciques, teniendo presente los repetidos encargos de Su Majestad sobre que a los indios se tolere y atienda con toda suavidad. Porque en los cotejos, no ha sido dable usar de toda la formalidad e inspección que pide la materia, lo primero por el lapso del tiempo que ha pasado desde la última revisita actuada por dicho señor doctor don Simón, y lo otro por hacerse impracticable esta diligencia por sus Padrones y Libros de Bautismo y entierros; por cuanto no se ha podido extinguir el abuso y corruptela que observan los indios de mudarse nombres y apellidos en las confirmaciones, casamientos y compadrazgos, a cuyo fin, en consorcio de los curas, les he hecho repetidos encargos, amonestándoles sigan los nombres que adquirieron por el Baptismo y apellidos de sus padres (...) También ha sido costumbre establecida en esta provincia, el que los Indios Alcaldes, el año que están ocupados en el Ministerio, no paguen tributo y siendo esta costumbre fundada en Derecho, según una Ley de las Recopiladas de Indias, considerando el contrapeso del cargo, he tenido por conveniente excluirlos del número de tributarios.
Los indios que por obligación se dentran al servicio de los tambos para el despacho de Chasqui (en otro cuaderno se dice: «..los indios que mitan a los tambos, para el pronto habío de los Correos..») tampoco se han excluido del número de tributarios y trayendo a consideración los excesivos gastos que estos miserables impenden en la expedición de este cargo por las muchas cabalgaduras y bestias de albarda que se les mueren al cabo del año por el irregular y excesivo peso de las cargas que conduce el Chasqui, que rara vez dejan de traer veinte cargas, y con este gravamen se desploman dos o tres mulas cada viaje, y otras pensiones a que están sujetos, parece que en compensación de tan grandes perjuicios podían quedar en el año que se emplean en el Ministerio exentos de tributos para que de este modo se les hiciese tolerable de alguna manera tan pesado yugo».
Manuel Herrera, corregidor realizador de la "Revisita General y numeración de indios" de 1765 en Perú

Por su condición de menores o Cristiano nuevo, sería el único impuesto que debían pagar los indios (además del Diezmo a la Iglesia católica, el cual era general a todos los habitantes del imperio), estando exentos de los impuestos de los vasallos en la República de españoles, cuyos miembros tenían mayores obligaciones fiscales.  Además, se podía dejar de pagarlo a cambio de probar Mestizaje y cambiar de Casta, aunque teóricamente eso implicaba pagar otros impuestos mucho mayores al tener que ser incluido a la República de españoles, se registró a varios mestizos que en la práctica lograban engañar a las autoridades virreinales y no pagaban ni una contribución.

## Historia
Como consecuencia de que la Corona de Castilla reconociera la condición jurídica de los indios como vasallos libres en las Leyes de Burgos, estos tenían que cumplir en el Derecho indiano con una serie de obligaciones personales al Estado, del mismo modo que todos los Súbditos de la Monarquía. Esto se debía a que todos los vasallos debían pagarle a su señor gobernante un impuesto por la misma razón de vasallaje, para que así el gobierno pueda obtener ingresos (en las cuentas de la Real Corona) al servicio del mantenimiento de la comunidad. Dado que los virreinatos tenían una organización particular basada en pactos entre los diferentes estamentos, como era el caso entre las comunidades indígenas y la Corona, el tributo garantizaba el correcto funcionamiento del sistema virreinal a nivel institucional, lo que se traducía en el mantenimiento de los campos, caminos, puentes, ejecución de obras públicas y el pago a los funcionarios públicos. 
En el siglo XVII, con el fin de aumentar el caudal recaudado se estipuló que el cobro del tributo debía ser extendido a los mestizos, negros libertos e indios forasteros.
Para el siglo XVIII se hicieron variaciones en las tasas de contribución indígena durante las Reformas borbónicas y su búsqueda de una mayor eficiencia y mayor recaudación fiscal. Así, hubo aumentos en el valor del tributo si algunas comunidades indias presentaban un aumento de calidad productiva en sus tierras, o por haber tenido un mayor crecimiento demográfico; también hubo reducciones si las comunidades indias pedían una concesión al virreinato por un bajón en su capacidad productiva, o por concederse premios por la fidelidad al Rey de una comunidad que se opuso a alguna rebelión.
Para inicios del siglo XIX, el Liberalismo español y las Cortes de Cádiz, tras exponer los diputados americanos una serie de argumentos sobre la injusticia del tributo indígena por denuncias de que solo generaba una extracción abusiva de los recursos de la sociedad indígena, se impulsó a que la Constitución española de 1812 decretara su abolición de un cobro señorial en nombre de la Igualdad ante la ley, para que así los indios tengan los mismos deberes que los españoles y no estar sufriendo injusticias como menores de edad (pese a que era necesario para el sustento de los diferentes gobiernos y movimientos armados). Sin embargo, pese a las buenas intenciones, los liberales Idealistas con el Igualitarismo no se habían percatado de que era el principal ingreso fiscal de los virreinatos (siendo los más afectados el Virreinato del Perú, la Provincia constitucional de Quito y Guatemala) y ello puso en crisis el funcionamiento del estado para atender a la ciudadanía (sea blanca o indígena), como también que los indios no estaban preparados para recibir las mismas responsabilidades que los españoles (pues antes estaban exonerados del pago de diezmos y alcabalas exclusivos de los Criollos, que eran un gasto mayor por una Capacidad económica más fuerte en las zonas urbanas). Lo cual generó descontentos generales donde se presentaron comunidades de indios que querían su restitución de la desigualdad jurídica (incluyendo el tributo), mientras los virreinatos intentaron imponer una contribución voluntaria para paliar el Déficit hasta la Restauración absolutista.

### En el Virreinato del Perú
En el Virreinato del Perú, el tributo indígena empezaría a ser regularizado durante el vice-reinado de Francisco de Toledo, quien buscó una centralización del tributo con consolidar la burocracia metropolitana de la Corona de Castilla, para posteriormente colocar tasas diversas según las capacidades económicas de los indios y las particularidades de sus comunidades. Previamente, el régimen tributario (durante los primeros años de la Conquista del Imperio incaico) había sido algo totalmente arbitrario y sometido a la voluntad del encomendero, que los recaudaban para sus Encomiendas a un modo Feudal descentralizado. Mientras que, la Monarquía Hispánica quiso implantar las Leyes de Indias para dar fin a los abusos de la explotación de los indios, puesto que se denunciaba que las tasas dependían más de la necesidad del señor que de la Corporación acordando con sus indios, y también porque el estado quería recaudar los ingresos de los encomenderos para una administración más racional. Se sabe que los encomenderos protestaron cuando se impuso el pago en dinero en vez de en especie, puesto que se argumentaba que se obtenían ingresos mayores con la venta de los productos de los indios, y que a los indios les beneficiaría con vender sus excedentes, pero se impusieron las Reformas de Toledo con tal de mejorar las condiciones laborales (criticadas inicialmente por haber impuesto al principio tasas muy grandes, lo cual hizo que una cantidad significativa de comunidades rurales practicaran un ausentismo del sistema colonial). También hubo quejas por parte de los Nobles incas porque fueron obligados inicialmente a pagar el tributo de igual manera que los yanaconas y hatunrunas, obligándoles a apelar judicialmente hasta lograr ser eximidos. Una parte del monto (470.000 pesos aproximadamente) se destinaba a España y la mayor parte (780.000 pesos aproximadamente) se depositaba en la Real Hacienda de Lima, para que así dicho capital recaudado pueda ser redistribuido para todas las dependencias virreinales, siendo invertidas en la ejecución de obras públicas (colegios, hospitales de indios, caminos, puentes, etc), mantenimiento de tierras de Pueblo de indios y al pago a trabajadores del estado.

"Hasta la reforma toledana, existía un sistema mixto para el tributo. Algunos repartimientos continuaron bajo el sistema de encomienda y otros fueron incorporados a la Corona. Esto produjo una enorme inestabilidad; continuaron los abusos de los encomenderos, las tasaciones excesivas, se dieron contradicciones entre las autoridades reales, que buscaban una rebaja del tributo, y los encomenderos, que propugnaban un aumento de los mismos. En 1570, con la llegada del Virrey Toledo al Perú, se inició una política definitiva en relación al régimen tributario.

Las reformas toledanas fueron producto de su Visita General al virreinato, iniciada en 1570. El objetivo principal de esta Visita era establecer «la reducción y tasas generales de los indios peruanos». Estas tasas tratarían de dar criterios uniformes, pero tomando en cuenta, a la vez, las peculiaridades de cada región, especialmente en cuanto a su riqueza y a su producción."
Fernando Cajías de la Vega

Durante el Siglo XVIII también se darían las Protestas y rebeliones del siglo XVIII en el Virreinato del Perú, en el que fue usual que varios movimientos, protegidos en el lema Viva el rey, muera el mal gobierno, empezaran a exigir una reducción del tributo indígena y se destierre el mal gobierno que perturbaba el correcto cumplimiento del pacto colonial con el Rey de España con cobros considerados abusivos, puesto que el pago del tributo era un símbolo de vasallaje que debía garantizar “el buen gobierno del soberano”. Sin embargo, ni siquiera las rebeliones más radicales (como la Rebelión de Túpac Amaru II con proyectos separatistas) llegarían a atreverse a proponer la abolición de está contribución. Esto se debía a que las elites intelectuales (como el propio Túpac Amaru II, quien uso “la abolición del tributo” como un mero recurso político para ganar apoyo fácil de comunidades indígenas a través de la Manipulación política), conocedores del funcionamiento de la economía virreinal, sabían que en la práctica resultaba perjudicial su abolición, no solo para el estado, sino también para las propias comunidades indígenas, por más que los indios no la entendieran así, ya que era necesaria para el mantenimiento de la Civitas indígena en la Sociedad política indiana. También se sabía que la ejecución de una política fiscal abolicionista del tributo indígena no hubiese traído un resultado homogéneo en el sur y el norte peruano. Siendo el sur muy pobre y desigual, con un grupo pequeño de personas que acumulaban todas las riquezas y una mayoría miserable, con una corrupción muy arraigada, un ambiente de tensión constante entre los diferentes grupos étnicos; con un norte con comunidades indígenas que si bien no tenían una élite acaudalada si eran más prósperas y estables, y por ello tenían una fidelidad más clara con respecto a la Corona de España. Lo que hubiese desencadenado otra serie de conflictos entre los diferentes grupos socioeconómicos.

"Túpac Amaru ofreció abolir “los repartos y otros pechos” en la provincia de Lampa, pero no hizo alusión al tributo indígena. Esta omisión provocó las protestas de la población, que alegó que “si todavía se cargaba a los indios con tributos, sería mejor pagarlos al Rey de España.””
Scarlett O'Phelan, 2012

Los efectos de un intento de abolición del tributo indígena llegarían a verse durante las reformas liberales de las Cortes de Cádiz y la Constitución española de 1812, puesto que la Junta Suprema Central, influenciado por indigenistas liberales (influenciados más por las ideas de la Ilustración que por la experiencia de gobierno), ordenaría abolir el tributo, ignorando los argumentos de la Real Hacienda del Perú y el virrey José Fernando de Abascal, quien para paliar la crisis fiscal, trato de reemplazar el tributo indígena con una “contribución provisional voluntaria” (una propuesta a los indígenas de pagar el tributo a cambio de dejar de pagar los nuevos impuestos que, antes de la igualdad ante la ley, correspondían a las demás clases sociales) y luego el “donativo ordinario” (con cierto apoyo de la Nobleza indígena), mientras intento darles tierras a los indígenas a cambio del cobro de un canon, además de aumentar los impuestos al comercio ultramarino o al tabaco. Si bien las comunidades indígenas recibieron con júbilo dichas reformas y hasta obligaron a las autoridades locales a que las ejecuten, con el tiempo vivirían las funestas consecuencias. Aquello fue la aparición de un ambiente de desgobierno y confusión entre varias comunidades indias en el Perú, debido a que los indios ya se habían acostumbrado por siglos a dinámicas socioeconómicas en las que el gobierno tenía la responsabilidad de suplir todas sus necesidades comunitarias, pero sin haber los ingresos del tributo entre las cuentas de las instituciones, aquellas comenzarían a funcionar con pésima calidad, por lo que los indios empezarían a sufrir el cobro de nuevos impuestos y contribuciones (lo cual se justificó con el discurso de la Igualdad ante la ley y que los indios ahora tendrían los mismos deberes cívicos que los españoles, en vez de la desigualdad jurídica de la república de indios que protegía sus tradiciones políticas), por lo que en muchos casos empezarían a pagar con su propio dinero los procesos que antaño les eran gratuitos. Aquello sería justificado por el Individualismo liberal y el discurso de que así se desarrollaría en el indio una mentalidad ciudadana que les haría conscientes de sus amplios Derechos civiles y políticos recibidos, para así ya no ser mantenidos por el estado y la Protectoría de indios que les impuso una mentalidad servil que impedía el desarrollo de una Burguesía que invirtiera para sí mismos (lo cual en realidad solo provocaría la ira de las comunidades rurales, que ahora deseaban renunciar a estos nuevos deberes políticos de la ciudadanía, lo que fue aprovechado por el Ejército Real del Perú para unirlos a la causa de la Contrarrevolución, fenómeno similar a lo que pasaba en el campesinado español reaccionario sumándose a las Partidas realistas). Todo ello hizo que volvieran a exigir la restitución del tributo indígena, aunque aún con un monto anual mucho menor, pero restaurando la antigua protección que tenían como Vasallos.

“antes de qe el congreso de cortes nos hubiese exonerado del tributo, una tasa fija reglaba el pago de los dros parroquiales qe con aquella ocasión o tomándose ese por motivo quedo arvitraria, y nosotros expuestos a exivir sien pesos en lugar de seis. Esta perjudicial ciudadanía (española) se acabó ya con el arrivo de nuestro soberano al trono, nosotros estamos reducidos a la antigua clase de tributarios; pues cesando la causa del acresentamiento de dros deben sesar estos y volver a la señalda quota qe antes tenían”
I. Catacaos, 1819

## Tributos similares en tiempos republicanos
Tras las Guerras de independencia hispanoamericanas, hubo varias repúblicas que mantuvieron la contribución indígena bajo otros nombres, perduran durante gran parte del siglo XIX. Esto se hizo porque era necesario los ingresos fiscales del tributo para la financiación de los gobiernos independientes, aunque algunos como las Provincias Unidas de la Nueva Granada, las Provincias Unidas del Río de la Plata y Chile no tenían mucha dependencia a estos ingresos. Aquello provocaría en su momento la aparición de levantamientos indígenas, tanto a favor como en contra del tributo indígena, dependiendo de si beneficiaba o no a comunidades campesinas particulares. Puesto que por un lado, había oposición a tener que pagar cargas fiscales que podían perjudicar la economía local, pero por otro, servía como un medio para no tener otras obligaciones fiscales ante el estado y que además se les siga reconociendo sus Derechos civiles y políticos con sus tierras.
En la República del Perú, tras perder la Guerra del Pacífico, se restableció el tributo indígena, la servidumbre y la mita, mientras el ejército nacional reprimía a los indios que se rebelasen (donde aproximadamente 1000 indígenas fueron masacrados). Luego, tras la Guerra civil peruana de 1884-1885, Andrés Avelino Cáceres aboliría el tributo indígena, pero instauró algo similar llamado contribución personal que fue esencial a su gobierno.

“Bajo los montos de 2 soles anuales para la sierra y 4 para la costa, la contribución personal comenzó a cobrarse en 1887 a todos los varones de entre 21 y 60 años en dos semestralidades, las de San Juan y Navidad, manteniendo con ello la nomenclatura y la norma originada en los tiempos coloniales. Este impuesto, al igual que la contribución del jornal de Pardo, debía ser pagado por todos los sectores raciales. El periodo de la contribución había sido extendido a cuarenta años (antes había sido de 33 años). Cáceres había previsto la recaudación de aproximadamente un millón de soles como fruto. Como el conjunto de presupuestos departamentales alcanzaba los dos millones de soles, resultaba evidente que el éxito del programa descentralizador de Cáceres estaba atado al éxito de la contribución personal”.
Cahill, 2008

## Valoración Historiográfica
En la Historiografía de la América Española Colonial, ha habido distintas lecturas de los Historiadores y Sociólogos a la hora de narrar el tributo indígena y extraer juicios de valor sobre sus efectos entre las comunidades indias. Hay autores, como Eric Wolf que son partidarias de la tesis Agrarista de Alexander Chayanov que interpreta que los tributos en comunidades rurales (como las indígenas en América y Filipinas) servían como mecanismo para obligarles a crear un excedente económico en las comunidades campesinas (que eran unidades domésticas autosuficientes en lo fundamental, razón por la que no provocó rebeliones anticoloniales mientras el Estatismo no perturbara el interés comunitario) y así someterlas al dominio de la clase aristocrática-feudal en la era colonial, y posteriormente a la clase burguesa-capitalista en la era republicana, en el marco de las Lucha de clases del Materialismo histórico. Otros autores como Carlos Sempat Assadourian perciben que el tributo en realidad supuso estrategias políticas organizadas de circuitos económicos para asignar coactivamente energía campesina a las unidades económicas dominadas por los grupos dominantes en las zonas urbanas, de un modo corporativista en la que co-operaban las distintas clases económicas con su vasallaje común a la Monarquía Española (garante protector de las corporaciones coloniales en el Antiguo Régimen), y que por ello las mutaciones sucesivas del tributo indígena en el contexto americano no tienen que entenderse con la metodología Marxista de la lucha de clases como el motor de la historia, ni sus conclusiones con la Europa precapitalista. Además, están autores como E. P. Thompson, James C. Scott, John Murra, Tristan Platt, Erick Detlef Langer, etc que consideran que el tributo y la persistencia de su existencia (no solo por las clases dominantes con mentalidad señorial, sino también de comunidades indias con mentalidad tradicionalista) son la expresión de un pacto implícito que existe entre el Estado y los campesinos indios, que consistiría en que los últimos tendrían garantizada el acceso a sus parcelas campesinas a cambio de ceder una fracción de su trabajo, y que dicha concepción ética del tributo no fue borrada en la mentalidad rural e indígena tras las Independencias.
Pese a los distintos debates en el ámbito académico, también se ha denunciado la problemática de falta de evidencias (o incluso de interpretación distorsionada de las mismas por sesgos ideológicos) por parte de algunos investigadores enfocados en la Etnohistoria, donde se trata de construir un relato más cercano a la de los vencidos, asumiéndose que el problema del indio ha perpetuado una lucha Indigenista y Nacionalista constante contra una oligarquía victoriosa representada académicamente por los colonialistas Hispanistas. Estos investigadores (mayormente Decolonialistas Posmodernistas, aunque también se denuncian a quienes provienen de la Izquierda política), en vez de desarrollar una narrativa realista con los hechos del tributo indígena, solo estarían haciendo, según describe el historiador y antropólogo, Heraclio Bonilla, "más que un rescate es un reemplazo; una elaboración académica que más bien traduce la visión o la ilusión de los autores que la misma realidad" que perpetuaría tópicos de la Leyenda negra española antes que comprender el fenómeno en propiedad.

"Avanzar en la comprensión de este problema, por lo tanto, requeriría un esfuerzo más riguroso en la cuantificación del peso de la extracción fiscal en la economía de la familia campesina a fin de tener un deslinde muy claro sobre su soportabilidad. Es decir, realizar un esfuerzo similar al intentado por Golte (1980) en el análisis del significado de los repartos de mercancías en el contexto de la rebelión de Tupac Amaru, y también buscar el testimonio más explícito de los supuestos de este pacto tanto por parte de los agentes del Estado como de los campesinos"
Heraclio Bonilla